# Élections législatives de 2007 dans la Nièvre
Les élections législatives françaises de 2007 se déroulent les 10 et 17 juin 2007. Dans le département de la Nièvre, trois députés sont à élire dans le cadre de trois circonscriptions.

## Élus
| Circonscription | Député sortant             | Parti | Parti | Député élu ou réélu        | Parti | Parti |
| --------------- | -------------------------- | ----- | ----- | -------------------------- | ----- | ----- |
| 1re             | Martine Carrillon-Couvreur |       | PS    | Martine Carrillon-Couvreur |       | PS    |
| 2e              | Gaëtan Gorce               |       | PS    | Gaëtan Gorce               |       | PS    |
| 3e              | Christian Paul             |       | PS    | Christian Paul             |       | PS    |

## Résultats

### Résultats à l'échelle du département
| Parti                                      | Parti                                | Premier tour | Premier tour | Second tour | Second tour | Sièges |
| Parti                                      | Parti                                | Voix         | %            | Voix        | %           | Sièges |
| ------------------------------------------ | ------------------------------------ | ------------ | ------------ | ----------- | ----------- | ------ |
|                                            | Parti socialiste                     | 42 529       | 41,62        | 58 792      | 57,12       | 3      |
|                                            | Parti communiste français            | 4 645        | 4,55         |             |             | 0      |
|                                            | Les Verts                            | 3 068        | 3,00         | 0           |             |        |
|                                            | Gauche parlementaire                 | 50 242       | 49,17        | 58 792      | 57,12       | 3      |
|                                            |                                      |              |              |             |             |        |
|                                            | Union pour un mouvement populaire    | 35 371       | 34,62        | 44 139      | 42,88       | 0      |
|                                            | Mouvement pour la France             | 1 706        | 1,67         |             |             | 0      |
|                                            | Majorité présidentielle              | 37 077       | 36,29        | 44 139      | 42,88       | 0      |
|                                            |                                      |              |              |             |             |        |
|                                            | UDF–Mouvement démocrate              | 5 031        | 4,92         |             |             | 0      |
|                                            | Front national                       | 4 629        | 4,53         | 0           |             |        |
|                                            | Extrême gauche dont LCR, LO et PT    | 3 525        | 3,45         | 0           |             |        |
|                                            | Divers                               | 920          | 0,90         | 0           |             |        |
|                                            | Mouvement national républicain       | 395          | 0,39         | 0           |             |        |
|                                            | Le Trèfle - Les nouveaux écologistes | 353          | 0,35         | 0           |             |        |
|                                            |                                      |              |              |             |             |        |
| Inscrits                                   | Inscrits                             | 169 713      | 100,00       | 169 736     | 100,00      | 3      |
| Abstentions                                | Abstentions                          | 65 464       | 38,57        | 63 502      | 37,41       |        |
| Votants                                    | Votants                              | 104 249      | 61,43        | 106 234     | 62,59       |        |
| Blancs et nuls                             | Blancs et nuls                       | 2 077        | 1,99         | 3 303       | 3,11        |        |
| Exprimés                                   | Exprimés                             | 102 172      | 98,01        | 102 931     | 96,89       |        |
| Source : Ministère de l'Intérieur - Nièvre |                                      |              |              |             |             |        |

### Résultats par circonscription

#### Première circonscription (Nevers)
| Candidat       | Candidat                                   | Parti          | Premier tour | Premier tour | Second tour | Second tour |  |
| Candidat       | Candidat                                   | Parti          | Voix         | %            | Voix        | %           |  |
| -------------- | ------------------------------------------ | -------------- | ------------ | ------------ | ----------- | ----------- |  |
|                | Martine Carrillon-Couvreur sortante réélue | PS             | 12 804       | 40,33        | 17 919      | 56,07       |  |
|                | Daniel Rostein                             | UMP            | 11 517       | 36,28        | 14 039      | 43,93       |  |
|                | Martine Mazoyer                            | UDF–MoDem      | 2 024        | 6,38         |             |             |  |
|                | Régis de La Croix-Vaubois                  | FN             | 1 380        | 4,35         |             |             |  |
|                | Catherine Perret                           | PCF            | 1 285        | 4,05         |             |             |  |
|                | Jean-Yves Demortière                       | Les Verts      | 1 092        | 3,44         |             |             |  |
|                | Fabienne Brifault                          | LCR            | 705          | 2,22         |             |             |  |
|                | Geneviève Lemoine                          | LO             | 416          | 1,31         |             |             |  |
|                | Isabelle Guimbellot                        | MPF            | 349          | 1,1          |             |             |  |
|                | André Bouis                                | PT             | 175          | 0,55         |             |             |  |
|                |                                            |                |              |              |             |             |  |
| Inscrits       | Inscrits                                   | Inscrits       | 55 622       | 100,00       | 55 622      | 100,00      |  |
| Abstentions    | Abstentions                                | Abstentions    | 23 181       | 41,68        | 22 512      | 40,47       |  |
| Votants        | Votants                                    | Votants        | 32 441       | 58,32        | 33 110      | 59,53       |  |
| Blancs et nuls | Blancs et nuls                             | Blancs et nuls | 694          | 2,14         | 1 152       | 3,48        |  |
| Exprimés       | Exprimés                                   | Exprimés       | 31 747       | 97,86        | 31 958      | 96,52       |  |

#### Deuxième circonscription (Cosne-Cours-sur-Loire)
| Candidat       | Candidat                   | Parti          | Premier tour | Premier tour | Second tour | Second tour |  |
| Candidat       | Candidat                   | Parti          | Voix         | %            | Voix        | %           |  |
| -------------- | -------------------------- | -------------- | ------------ | ------------ | ----------- | ----------- |  |
|                | Gaëtan Gorce sortant réélu | PS             | 14 670       | 40,09        | 21 218      | 57,71       |  |
|                | Annie Legrain              | UMP            | 12 168       | 33,25        | 15 551      | 42,29       |  |
|                | Monique Choquel            | PCF            | 2 198        | 6,01         |             |             |  |
|                | Claude Le Bris             | FN             | 1 609        | 4,4          |             |             |  |
|                | Isabelle Bonnicel          | UDF–MoDem      | 1 540        | 4,21         |             |             |  |
|                | Wilfrid Sejeau             | Les Verts      | 1 016        | 2,78         |             |             |  |
|                | Thierry Guintrand          | LCR            | 763          | 2,09         |             |             |  |
|                | Alexis Richert             | MPF            | 711          | 1,94         |             |             |  |
|                | Madeleine Avizou           | CPNT           | 465          | 1,27         |             |             |  |
|                | Dominique Dupuis           | LO             | 426          | 1,16         |             |             |  |
|                | Lionel Duployez            | LT-LNÉ         | 353          | 0,96         |             |             |  |
|                | Bernard Gagnepain          | Divers         | 257          | 0,7          |             |             |  |
|                | Olivier Mahu               | MNR            | 220          | 0,6          |             |             |  |
|                | Julien Gonzalez            | Divers (PPLD)  | 198          | 0,54         |             |             |  |
|                |                            |                |              |              |             |             |  |
| Inscrits       | Inscrits                   | Inscrits       | 60 586       | 100,00       | 60 613      | 100,00      |  |
| Abstentions    | Abstentions                | Abstentions    | 23 282       | 38,43        | 22 685      | 37,43       |  |
| Votants        | Votants                    | Votants        | 37 304       | 61,57        | 37 928      | 62,57       |  |
| Blancs et nuls | Blancs et nuls             | Blancs et nuls | 710          | 1,9          | 1 159       | 3,06        |  |
| Exprimés       | Exprimés                   | Exprimés       | 36 594       | 98,1         | 36 769      | 96,94       |  |

#### Troisième circonscription (Château-Chinon - Clamecy)
| Candidat       | Candidat                     | Parti          | Premier tour | Premier tour | Second tour | Second tour |  |
| Candidat       | Candidat                     | Parti          | Voix         | %            | Voix        | %           |  |
| -------------- | ---------------------------- | -------------- | ------------ | ------------ | ----------- | ----------- |  |
|                | Christian Paul sortant réélu | PS             | 15 055       | 44,5         | 19 655      | 57,46       |  |
|                | Brigitte Freytag             | UMP            | 11 686       | 34,54        | 14 549      | 42,54       |  |
|                | Marcel Stéphan               | FN             | 1 640        | 4,85         |             |             |  |
|                | Martine Garnier-Lorette      | UDF–MoDem      | 1 467        | 4,34         |             |             |  |
|                | Jean-Marc Soisson            | PCF            | 1 162        | 3,43         |             |             |  |
|                | Bernadette Orphelin          | Les Verts      | 960          | 2,84         |             |             |  |
|                | Henriette Frébault           | MPF            | 646          | 1,91         |             |             |  |
|                | Alissa El Ayeb               | LCR            | 574          | 1,7          |             |             |  |
|                | Denis Segonds                | LO             | 466          | 1,38         |             |             |  |
|                | Étienne Somazzi              | MNR            | 175          | 0,52         |             |             |  |
|                | Sébastien Gleynat            | Divers         | 0            | 0            |             |             |  |
|                |                              |                |              |              |             |             |  |
| Inscrits       | Inscrits                     | Inscrits       | 53 505       | 100,00       | 53 501      | 100,00      |  |
| Abstentions    | Abstentions                  | Abstentions    | 19 001       | 35,51        | 18 305      | 34,21       |  |
| Votants        | Votants                      | Votants        | 34 504       | 64,49        | 35 196      | 65,79       |  |
| Blancs et nuls | Blancs et nuls               | Blancs et nuls | 673          | 1,95         | 992         | 2,82        |  |
| Exprimés       | Exprimés                     | Exprimés       | 33 831       | 98,05        | 34 204      | 97,18       |  |